# Bob McAdoo
Pour les articles homonymes, voir McAdoo.
Robert « Bob » MacAdoo est un joueur de basket-ball américain né le 25 septembre 1951, à Greensboro en Caroline du Nord. Cet intérieur scoreur, qui tire aussi de loin, joue 14 saisons en NBA, pour 7 équipes différentes, avant de continuer sa carrière en Italie.

## Biographie
Élu meilleur débutant de l’année en 1973 avec les Braves de Buffalo, il est le meilleur marqueur de la NBA en 1974, 1975 et 1976, et meilleur joueur en 1975. Il est désigné dans le meilleur cinq de la NBA (All-NBA First Team) en 1975 et dans la All-NBA Second Team 1974. Il participe à cinq NBA All-Star Game entre 1974 et 1978. Brillant individuellement, il est toutefois souvent victime de blessures. Collectivement, il remporte deux titres avec les Lakers de Magic Johnson et Kareem Abdul-Jabbar en 1982 et 1985.
Il a joué successivement pour les Braves de Buffalo, les Knicks de New York, les Celtics de Boston, les Nets du New Jersey, les Lakers de Los Angeles et les 76ers de Philadelphie.
N'étant pas satisfait de l'offre des Sixers et désireux de poursuivre sa carrière, il choisit de rejoindre le championnat d'Italie. Il joue pour le Tracer Milan qu'il aide à conquérir le titre de champion d'Europe et le championnat d'Italie pour sa première saison qu'il termine avec les moyennes de 26,1 points et 10,2 rebonds par matchs. Lors du Final Four de la coupe des clubs champions 1988, il réalise 39 points lors de la demi-finale face aux Grecs de l'Aris Salonique puis 25 en finale face au Maccabi Tel-Aviv - avec également 12 rebonds et une passe - ce qui lui permet d'obtenir le titre de MVP du Final Four de l'Euroligue.
Il joue sept saisons en Italie, pour une moyenne de 27,0 points et 8,9 rebonds, avant de mettre un terme à sa carrière de joueur à l'âge de 41 ans.
Après sa carrière, il devient assistant-coach du Heat de Miami de 1995 à 2014.

## Palmarès
- 2x champion NBA (1982, 1985)
- NBA Most Valuable Player en 1975
- Rookie of the Year en 1973
- Meilleur marqueur NBA en 1974, 1975 et 1976
- NBA All-Rookie Team en 1973
- 5 sélections au NBA All-Star Game en 1974, 1975, 1976, 1977 et 1978

## Statistiques
| Champion NBA | MVP de la saison | Recrue/rookie de la saison | Meilleur joueur de cette catégorie statistique de la saison |

### Saison régulière
| Saison        | Équipe        | Matchs | Titul. | Min./m | % Tir | % 3pts | % LF | Rbds/m. | Pass/m. | Int/m. | Ctr/m. | Pts/m. |
| ------------- | ------------- | ------ | ------ | ------ | ----- | ------ | ---- | ------- | ------- | ------ | ------ | ------ |
| 1972-1973     | Buffalo       | 80     | –      | 32.0   | .452  | –      | .774 | 9.1     | 1.7     | –      | –      | 18.0   |
| 1973-1974     | Buffalo       | 74     | –      | 43.0   | .547  | –      | .793 | 15.1    | 2.3     | 1.2    | 3.3    | 30.6   |
| 1974-1975     | Buffalo       | 82     | –      | 43.2   | .512  | –      | .805 | 14.1    | 2.2     | 1.1    | 2.1    | 34.5   |
| 1975-1976     | Buffalo       | 78     | –      | 42.7   | .487  | –      | .762 | 12.4    | 4.0     | 1.2    | 2.1    | 31.1   |
| 1976-1977     | Buffalo       | 20     | –      | 38.4   | .455  | –      | .696 | 13.2    | 3.3     | 0.8    | 1.7    | 23.7   |
| 1976-1977     | New York      | 52     | –      | 39.1   | .534  | –      | .757 | 12.7    | 2.7     | 1.2    | 1.3    | 26.7   |
| 1977-1978     | New York      | 79     | –      | 40.3   | .520  | –      | .727 | 12.8    | 3.8     | 1.3    | 1.6    | 26.5   |
| 1978-1979     | New York      | 40     | –      | 39.9   | .541  | –      | .651 | 9.5     | 3.2     | 1.6    | 1.2    | 26.9   |
| 1978-1979     | Boston        | 20     | –      | 31.9   | .500  | –      | .670 | 7.1     | 2.0     | 0.6    | 1.0    | 20.6   |
| 1979-1980     | Détroit       | 58     | –      | 36.2   | .480  | .125   | .730 | 8.1     | 3.4     | 1.3    | 1.1    | 21.1   |
| 1980-1981     | Détroit       | 6      | –      | 28.0   | .366  | –      | .600 | 6.8     | 3.3     | 1.3    | 1.2    | 12.0   |
| 1980-1981     | New Jersey    | 10     | –      | 15.3   | .507  | .000   | .810 | 2.6     | 1.0     | 0.9    | 0.6    | 9.3    |
| 1981-1982     | L.A. Lakers   | 41     | 0      | 18.2   | .458  | .000   | .714 | 3.9     | 0.8     | 0.5    | 0.9    | 9.6    |
| 1982-1983     | L.A. Lakers   | 47     | 1      | 21.7   | .520  | .000   | .730 | 5.3     | 0.8     | 0.9    | 0.9    | 15.0   |
| 1983-1984     | L.A. Lakers   | 70     | 0      | 20.8   | .471  | .000   | .803 | 4.1     | 1.1     | 0.6    | 0.7    | 13.1   |
| 1984-1985     | L.A. Lakers   | 66     | 0      | 19.0   | .520  | .000   | .753 | 4.5     | 1.0     | 0.3    | 0.8    | 10.5   |
| 1985-1986     | Philadelphie  | 29     | 0      | 21.0   | .462  | –      | .765 | 3.6     | 1.2     | 0.3    | 0.6    | 10.1   |
| Carrière      | Carrière      | 852    | 1      | 33.2   | .503  | .081   | .754 | 9.4     | 2.3     | 1.0    | 1.5    | 22.1   |
| All-Star Game | All-Star Game | 5      | 3      | 25.2   | .578  | –      | .737 | 6.0     | 1.2     | 0.8    | 0.4    | 17.6   |

### Playoffs
| Saison   | Équipe       | Matchs | Titul. | Min./m | % Tir | % 3pts | % LF | Rbds/m. | Pass/m. | Int/m. | Ctr/m. | Pts/m. |
| -------- | ------------ | ------ | ------ | ------ | ----- | ------ | ---- | ------- | ------- | ------ | ------ | ------ |
| 1974     | Buffalo      | 6      | –      | 45.2   | .478  | –      | .809 | 13.7    | 1.5     | 1.0    | 2.2    | 31.7   |
| 1975     | Buffalo      | 7      | –      | 46.7   | .481  | –      | .740 | 13.4    | 1.4     | 0.9    | 2.7    | 37.4   |
| 1976     | Buffalo      | 9      | –      | 45.1   | .451  | –      | .707 | 14.2    | 3.2     | 0.8    | 2.0    | 28.0   |
| 1978     | New York     | 6      | –      | 39.7   | .484  | –      | .600 | 9.7     | 3.8     | 1.2    | 2.0    | 23.8   |
| 1982     | L.A. Lakers  | 14     | –      | 27.7   | .564  | –      | .681 | 6.8     | 1.6     | 0.7    | 1.5    | 16.7   |
| 1983     | L.A. Lakers  | 8      | –      | 20.8   | .440  | .333   | .786 | 5.8     | 0.6     | 1.4    | 1.3    | 10.9   |
| 1984     | L.A. Lakers  | 20     | –      | 22.4   | .516  | .000   | .704 | 5.4     | 0.6     | 0.6    | 1.4    | 14.0   |
| 1985     | L.A. Lakers  | 19     | 0      | 20.9   | .472  | .000   | .745 | 4.5     | 0.8     | 0.5    | 1.4    | 11.4   |
| 1986     | Philadelphie | 5      | 0      | 14.6   | .556  | –      | .875 | 2.8     | 0.4     | 0.8    | 1.0    | 10.8   |
| Carrière | Carrière     | 94     | 0      | 28.9   | .491  | .250   | .724 | 7.6     | 1.4     | 0.8    | 1.6    | 18.3   |

## Pour approfondir